# 15 piani
15 piani è un brano musicale del rapper italiano Sfera Ebbasta, dodicesima e ultima traccia del quarto album in studio X2VR, pubblicato il 17 novembre 2023.

## Descrizione
Il brano è caratterizzato dalla partecipazione vocale del rapper Marracash (che ha scritto il brano insieme a Sfera Ebbasta) e da un coro di bambini.

## Classifiche

### Classifiche settimanali
| Classifica (2023) | Posizione massima |
| ----------------- | ----------------- |
| Italia            | 1                 |

### Classifiche di fine anno
| Classifica (2024) | Posizione |
| ----------------- | --------- |
| Italia            | 50        |